# Vester Broby Sogn
Vester Broby Sogn 
ist eine Kirchspielsgemeinde (dän.: Sogn)
auf der Insel Sjælland im südlichen Dänemark.
Bis 1970 gehörte sie zur Harde Alsted Herred im damaligen Sorø Amt, danach zur Sorø Kommune im Vestsjællands Amt, die im Zuge der  Kommunalreform zum 1. Januar 2007 in der „neuen“ Sorø Kommune in der Region Sjælland aufgegangen ist.
Im Kirchspiel leben 401 Einwohner (Stand: 1. Januar 2023).

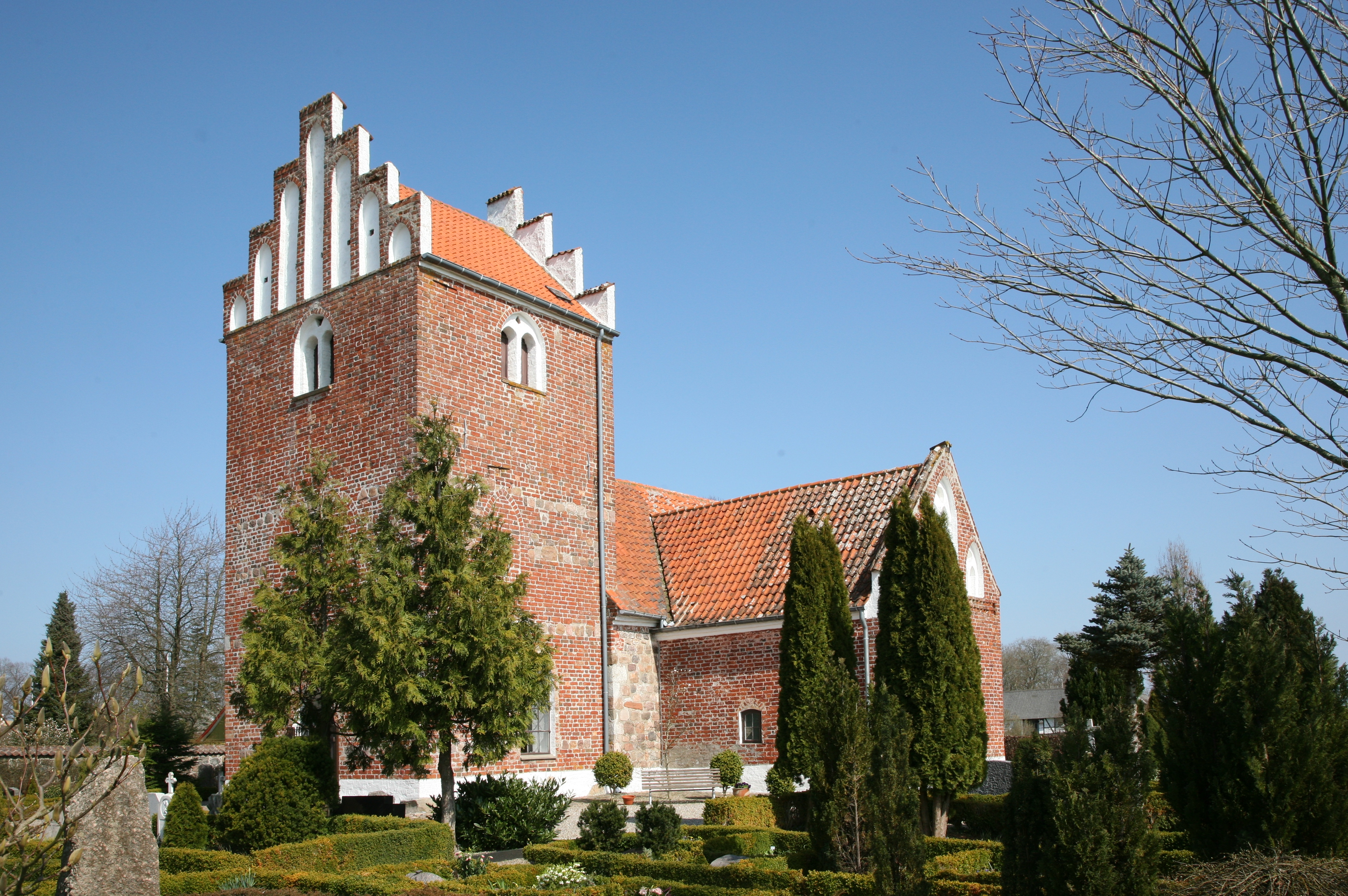
Vester Broby Kirke

Im Kirchspiel liegt die Kirche „Vester Broby Kirke“.
Nachbargemeinden sind im Westen Lynge Sogn, im Norden Slaglille Sogn und im Osten Alsted Sogn, ferner in der südlich benachbarten Næstved Kommune Næsby Sogn.